# Prehistorie van de Lage Landen
De prehistorie van de Lage Landen beschrijft de periode vanaf ca. 250.000 v.Chr. tot het ogenblik dat de eerste geschriften opduiken in het gebied dat algemeen als de Lage Landen wordt aangeduid.
Het gebied van deze Lage Landen ten zuiden van de Nederrijn en Benedenmaas gelegen was cultureel verwant met West- en Zuid-Europa, het gedeelte noord daarvan behoorde meer tot een Midden- en Noord-Europese cultuurzone. In de hele regio ontwikkelden zich van elkaar onderscheiden cultuurvormen die worden getypeerd aan de hand van onder andere hun keramiek, siervoorwerpen, werktuigen en wapentuig. Ze situeren zich verspreid in de tijd ook in verschillende gebieden, zoals de streek rond Maastricht en de Belgisch-Nederlandse grens, waar de oudste vuurstenen werktuigen zijn gevonden na die van het gebied rond Bergen.

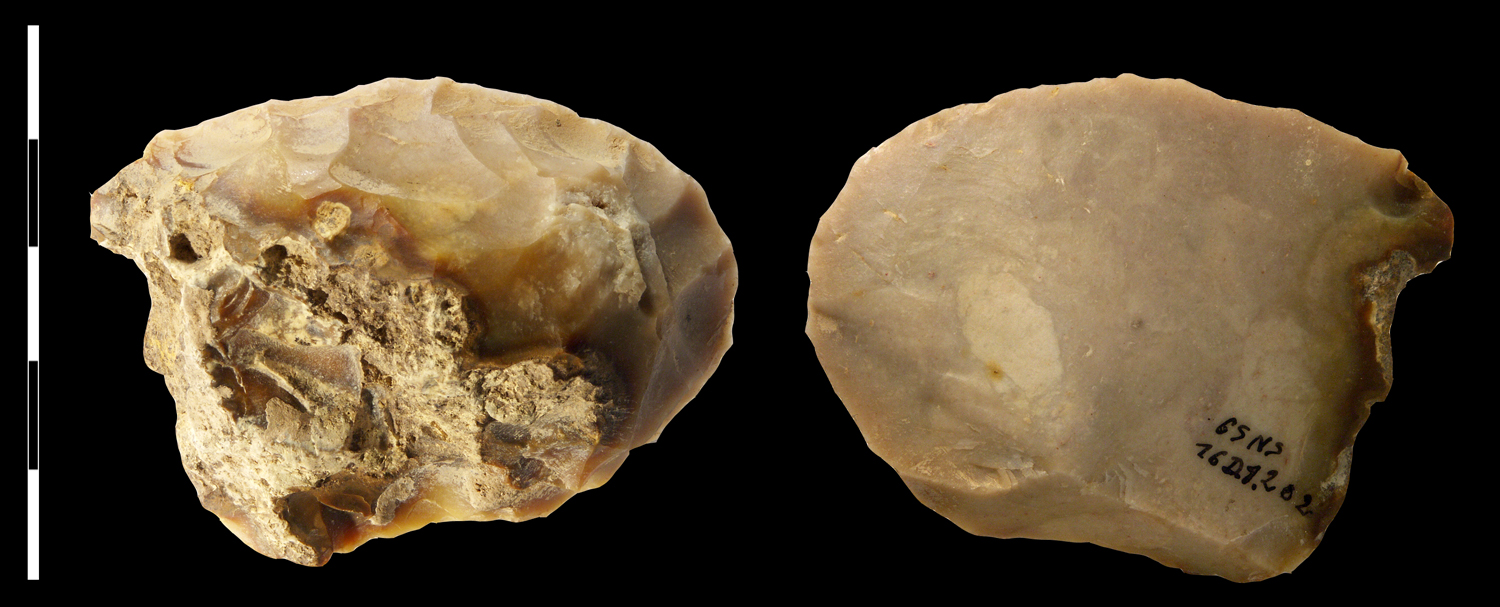
Schrabber van vuursteen

Tussen 100.000 en 10.000 v.Chr. leefden in heel Europa en dus ook in de Lage Landen neanderthalers, opgevolgd en gedeeltelijk gesecondeerd door de vroege moderne mens. In de Ardennen werd een vuursteengroeve voor Moustérienvoorwerpen gevonden, die voornamelijk door de neanderthalers werden gemaakt en gebruikt, daterend van ca. 80.000 jaar geleden. Zo'n 18.000 jaar terug werd daar de Magdaléniencultuur gesitueerd, grenzend aan een groot onbewoond gebied tot 13.000 jaar geleden.

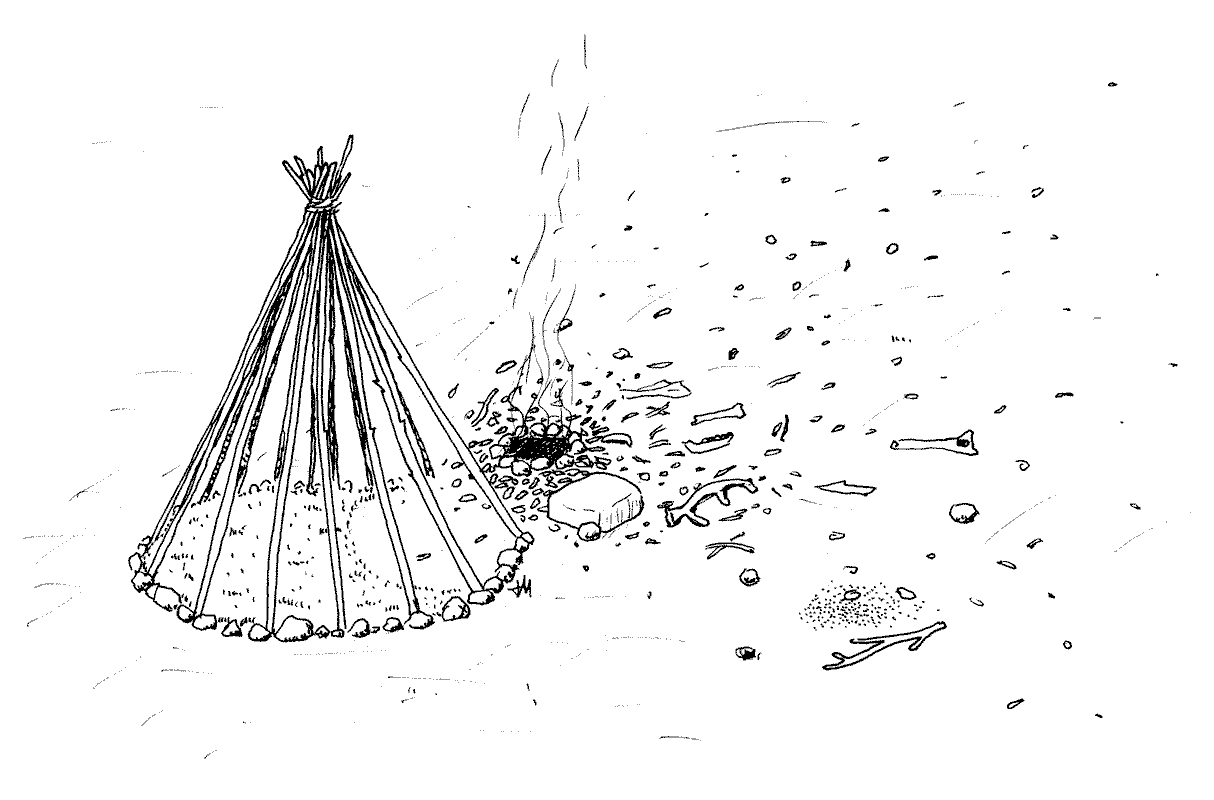
Het Magdalénienvolk woonde niet alleen in grotten maar ook in tenten zoals deze uit Pincevent (Frankrijk)

Vanaf het mesolithicum (10.000 jaar geleden) onderscheidde zich een noordelijke en zuidelijke cultuursfeer met de grote rivieren als scheidslijn.
De eerste neolithische landbouwnederzettingen dateren vanaf 6.500 jaar terug. De daarop volgende culturen onderscheidden zich door een transformatie van hun materiële cultuur. Contacten met mesolithische jagers-verzamelaars zorgden voor gemengde of semi-landbouwgemeenschappen. Uit het laat-neolithicum dateren de hunebedden.
De overgang naar de bronstijd gebeurde rond 2000 voor onze jaartelling. Er zijn in de midden-bronstijd aanwijzingen voor gemengde landbouw, waar veeteelt overwegend is. Dit in contrast met het neolithicum, waar landbouwactiviteiten als minder met elkaar verbonden worden beschouwd. Bij de ontwikkeling van de nederzettingentraditie veranderden ook de begrafenisgewoonten.
In de ijzertijd werden de Lage Landen overheerst door Keltische, resp. Germaanse culturen.

## Midden-Paleolithicum (−250.000-35.000)
Tussen 100.000 en 10.000 v.Chr. leefden in Europa en ook in de Lage Landen neanderthalers. In de Ardeense grot van Spy bij Namen zijn restanten ontdekt. De neanderthalers maakten vuur en sloten zich in groepen aaneen om te jagen op mammoeten, oerossen en rendieren. Voor de jacht en de bereiding van het voedsel gebruikten zij vuistbijlen en stootsperen met stenen punten. Ze gaven grafgiften mee met hun overledenen.

## Jong-Paleolithicum (−35.000-10.000)
Dit is het tijdvak waarin de cro-magnonmens naast de neanderthaler opduikt. Zij leefden eveneens in groepen en voerden drijfjachten uit op dezelfde prooien. Ook van deze mensen zijn sporen gevonden in Ardeense grotten, zij het zonder wandschilderingen zoals in Lascaux.
Tussen 26.000 en 15.000 v. Chr. is er in de Lage Landen een koudepiek van de laatste ijstijd. Het landschap is dan een vlak en desolaat nat toendralandschap.

## Mesolithicum (−10.000-4500)
De temperatuur steeg in de Lage Landen rond 10.000 v.Chr. en daar door trokken veel prooidieren noordwaarts, gevolgd door de mens. De achterblijvers leerden van inwijkelingen uit het zuiden microlieten maken, waarmee de jacht op kleinere prooidieren in het bos verbeterde. Men trok nu niet meer in grote groepen op jacht, maar joeg met kleinere gezelschappen op herten, vossen, everzwijnen, wolven of zelfs beren, die nu in de zich uitbreidende eiken- en elzenbossen steeds meer voorkwamen.

## Neolithicum (−4500 - 2900)
Nadat het Neolithicum, een cultureel erfgoed van landbouw, kleinveeteelt, gepolijste stenen bijlen, houten langhuizen en pottenbakken dat reeds tussen 9.000 en 7.000 in het Midden-Oosten begon, zich over Europa verspreidde, zette zich rond 5300 v.Chr. in de Lage Landen het neolithiseringsproces in op de lössgronden van Zuid-Limburg. Daarmee geraakte de Mesolithische levenswijze geleidelijk in onbruik. Kenmerkend zijn nu behalve de nederzettingen, de opkomst van grotere stammen en het gebruik van plantaardig voedsel.
De subneolithische Swifterbantcultuur van jager-verzamelaars wordt gesitueerd in het gebied tussen de Schelde en de Elbe in een tijdspanne van 5000-3400 v. Chr.
Op de hoger gelegen vruchtbare lössgronden van onder andere het Zuid-Limburgse Haspengouw heeft zich rond 4500 v.Chr. de Bandkeramische cultuur (ook Omalien) gevestigd. Deze meest noordwestelijke tak van cultuur gold de eersten die als landbouwers in de Lage Landen de Neolithische manier van leven aanbrachten, al kenden zij nog geen ploeg. In typische met banden versierde potten bewaarde men voedsel en zaaigranen. Er waren contacten met leden van de aan de cardiaal-impressocultuur verwante Hoguette-groep, waarvan echter weinig is teruggevonden. Wel onderhielden al deze gemeenschappen onderlinge contacten, zoals blijkt uit de vondsten van gepolijste stenen bijlen, waarvan het materiaal van vreemde origine was. Ze onderhielden eveneens contacten met Mesolithische groepen in het noorden, vooral langs de Maas. Na zo'n 700 jaar is deze cultuur om nog onbekende redenen uitgestorven.

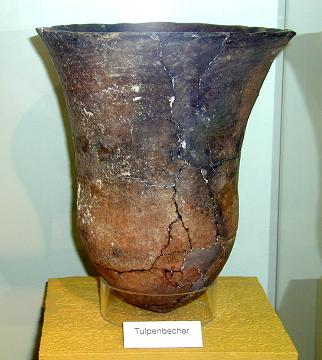
Tulpbeker van de Michelsbergcultuur

Boven de rivieren bleef het nog een cultuur van jager-verzamelaars, die zich tot de Swifterbantcultuur had ontwikkeld en rond 4800-4500 v.Chr. geleidelijk overschakelde op veeteelt. Naar uit onderzoek blijkt hebben deze twee culturen een duizendtal jaren naast elkaar bestaan, waarbij de bewoners van de uitgestrekte moerassen in de Rijndelta langzamerhand sommige gewoonten van de landbouwers in het zuiden zijn gaan overnemen. In toenemende mate treft men er tussen resten van wild ook resten van gedomesticeerde dieren aan, waarbij een duidelijke progressie valt waar te nemen.
Rond 4250 tot 3500 v. Chr. ontwikkelde zich in het zuidwesten van Duitsland, het zuiden van Nederland en het oosten van België de Michelsbergcultuur. Schaarse archeologische vondsten wijzen op een gemengde landbouwcultuur. De typische keramiek is de tulpvormige beker. Maar hun belangrijkste erflating zijn de diepe vuursteenmijnen van Spiennes in Henegouwen en die van Rijckholt in Nederlands Limburg.
Relicten uit omstreeks 4000 v.Chr. die in de Nederlandse delta bij Swifterbant in Flevoland en in het Zuid-Hollandse Hazendonk en Bergschenhoek zijn teruggevonden duiden op contacten van de Michelsbergcultuur met laat-Mesolithische jagers-verzamelaars benoorden de lösszone. Uit deze contacten vloeiden semi-landbouwgemeenschappen voort die zich daar plaatselijk vestigden.
Onder andere in de Kempen, de Leemstreek en de Maasvallei verbouwde men in het Midden-Neolithicum eenkoorn en emmertarwe op de kleine akkers rond het huis. Voor het zware werk werden trekossen gebruikt. De veestapel bestond uit runderen, schapen, varkens en geiten, die graasden in een afgebakend stuk grond rond de woning.
Rond 3.500 v.Chr. hebben landbouwers in Haspengouw verbleven. Ze hadden lammeren en schapen gedomesticeerd, evenals runderen en varkens. Deze boeren leefden op de lichte kleigronden die ze met een hark bewerkten en woonden in langhuizen.

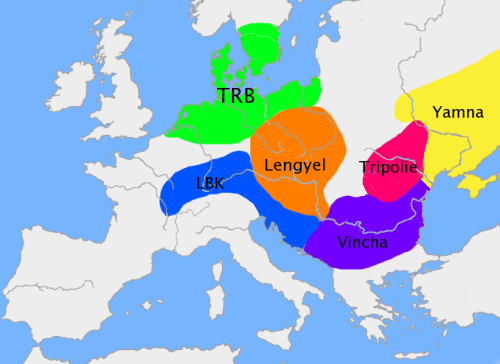
Het leefgebied van het trechterbekervolk (TRB in het groen) in Europa

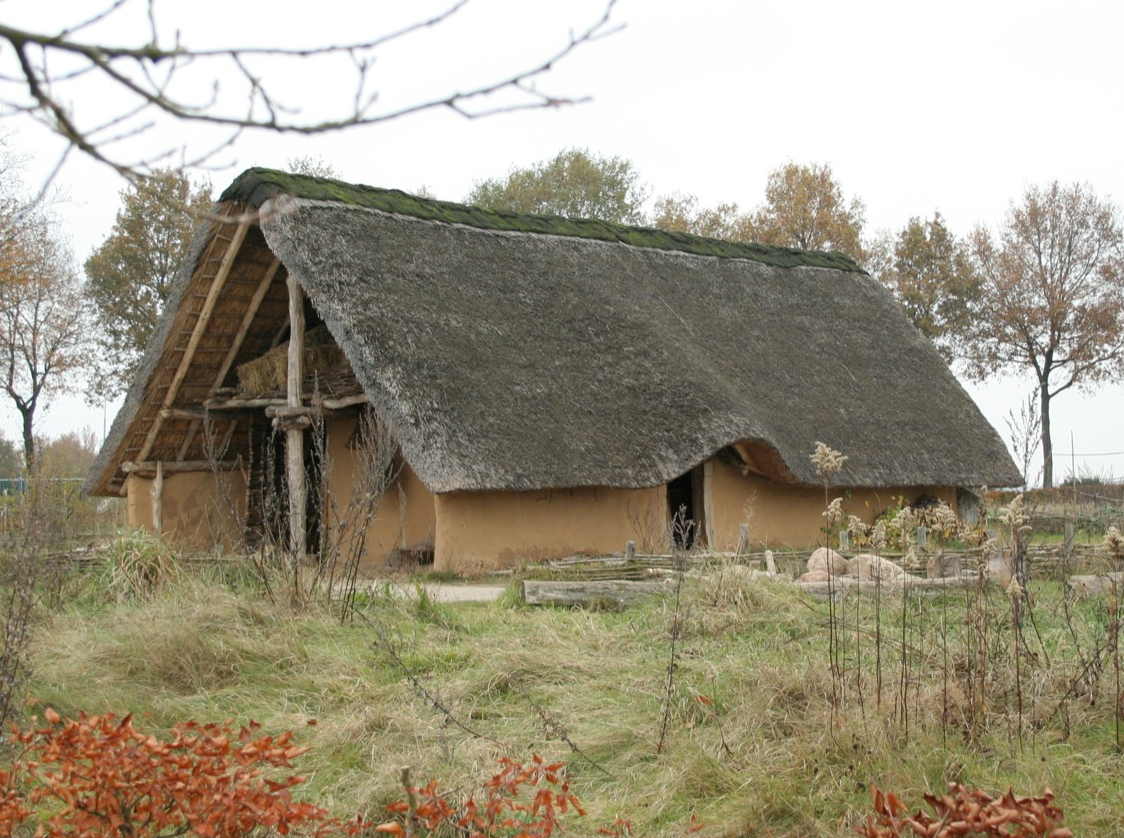
Nagebouwd huis uit de Trechterbekertijd

Tijdens het Laat-Neolithicum (ca. 3300-2900 v.Chr.) bestond de trechterbekercultuur in Friesland en in Drenthe waar zij hunebedden bouwde en deze vestigde zich ook in Noord-Holland. Deze monumenten markeren begraafplaatsen. Ze bestaan uit megalieten, sommige tot wel 50 meter lang, die door het zich terugtrekkend ijs waren achtergelaten.
In de duinstreek van het Rijnmondgebied van de Lage Landen onderscheidde zich de Vlaardingencultuur als een tussenvorm van Mesolithische cultuur en landbouw met zowel volledige als semi agrarische landbouwnederzettingen.
Het zuiden van België werd in deze periode door de Franse Seine-Oise-Marnecultuur (SOM) bereikt, die eveneens hunebedden bouwde.
De leden van de standvoetbekercultuur (ca. 2900–2450), ontstaan uit de Trechterbekercultuur, maakten gebruik van karren. Een grote groep landbouwende inwijkelingen vestigde zich in Brabant rond Bosvoorde en het Henegouwense Spiennes. In de moerassige streken van Vlaanderen werden de eerste paaldorpen gebouwd (vooral Dentergem aan de Mandel). Men deed overwegend aan veeteelt, en mijngroeven werden aangelegd tot 16 meter diep om vuursteen te delven voor gereedschap.

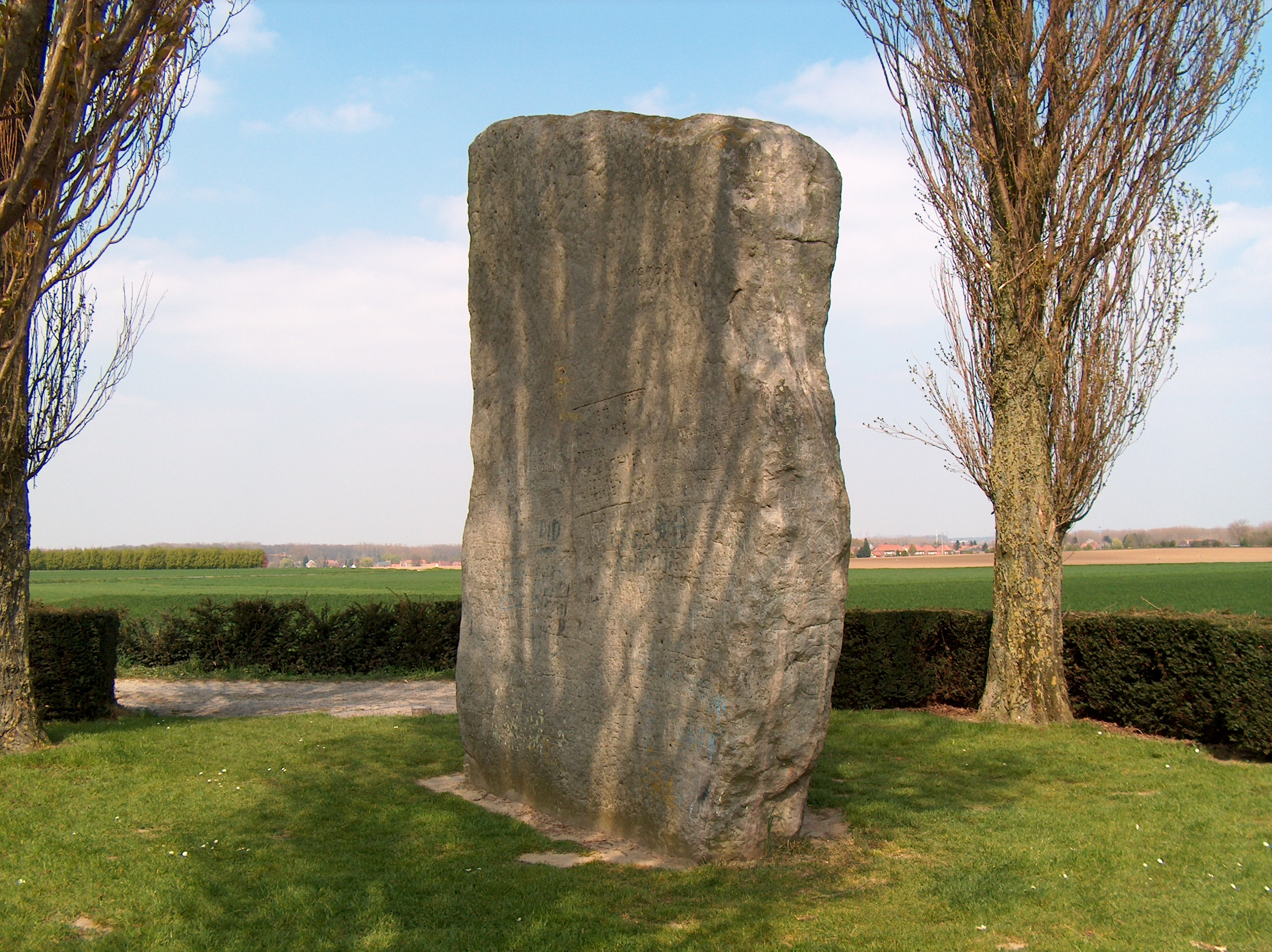
De Brunhildesteen, de grootste menhir van België, staat nabij Doornik.

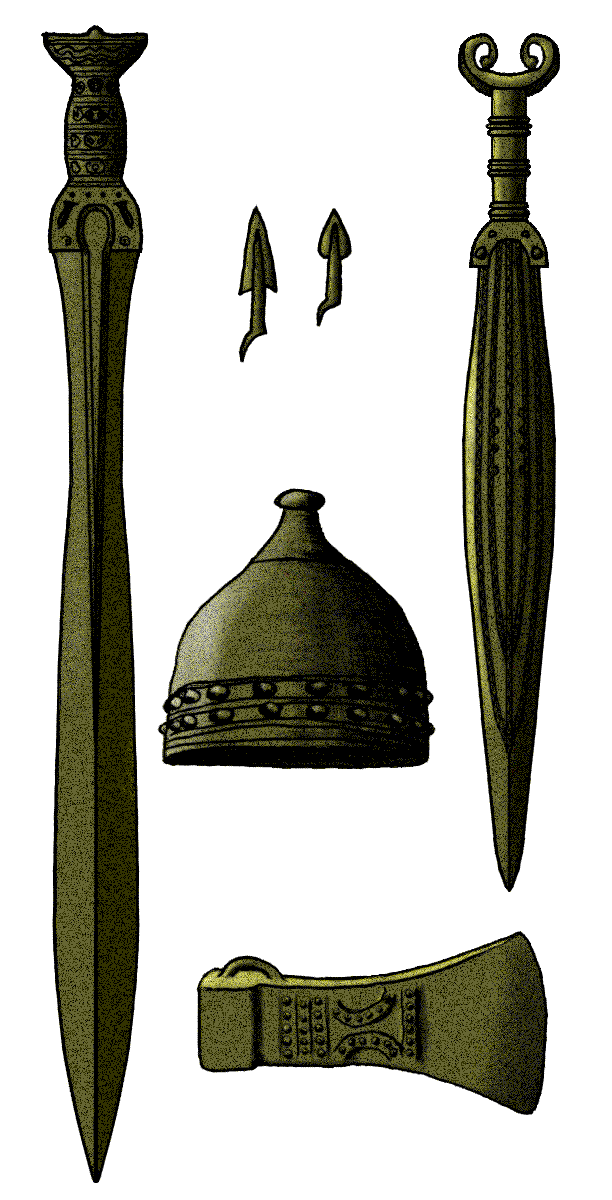
Wapens uit de urnenveldencultuur

De kopertijd wordt gekenmerkt door de klokbekercultuur (2700 - 2100 v. Chr.) die naast en uit de standvoetbekercultuur ontstond. De typerende eigen keramiek van bekers in klokvorm heeft ze haar naam gegeven. De klokbekercultuur wordt verder door een aantal technische innovaties gekenmerkt, zoals de ploeg, het wiel en karren. Dit wijst op een aanzienlijke hervorming van het landbouwsysteem, maar ook op de mogelijkheid van beter transport. Deze groep verspreidde zich over heel West-Europa. Met deze cultuur begon een tijd van intensieve overzeese contacten, wat de overeenkomst tussen de prehistorische culturen aan weerszijden van de Noordzee verklaart. Ze zouden daarbij zelfs Noord-Afrika hebben bereikt. Ze gebruikten strijdhamers, handbogen, dolken en speren met koperen kop als wapens. Onderzoekers menen dat hun behoefte aan koper (en goud) in grote mate tot de ontwikkeling van de metaalbewerking in Europa heeft bijgedragen. Opvallende verandering is verder het begraven in individuele graven, bedekt door grafheuvels, en het meegeven van grafgiften zoals hakbijlen, bekers en messen. Het lichaam van de overledene was in opgevouwen foetushouding oost-west georiënteerd. In het zuiden van de Lage Landen werden megalietgraven opgericht en menhirs, waarvan de juiste betekenis nog steeds niet achterhaald is. Zo zouden de twee dolmens bij Wéris (Dolmen van Wéris en Dolmen van Oppagne) gebouwd zijn door de Seine-Oise-Marnecultuur in het laat-neolithicum. Gezien de gevonden beenderresten zouden ze, mogelijk in een latere periode, zijn gebruikt als begraafplaatsen. Dolmens, menhirs en natuurlijke stenen rond Wéris zijn op lijnen geplaatst over de betekenis waarvan druk gespeculeerd wordt.

## Bronstijd (−2.000-700)
De wikkeldraadbekercultuur zette zich in de vroege bronstijd door in de regio, en er duiken bronzen voorwerpen op. Deze zijn aanvankelijk afkomstig geweest uit Centraal-Europa, waar de Úněticecultuur voor dergelijke artefacten zorgde. Maar er ontstond nu ook een - bescheiden - eigen productie van bronzen voorwerpen (de Hunze-Eems industrie in het noorden, en een andere langs de Maas in Limburg).

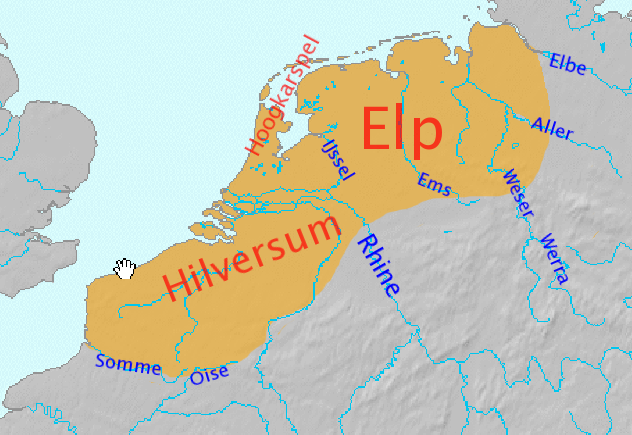
Het hypothetische Noordwestblok tussen 1800 en 800 v.Chr., de Elp- en de Hilversumcultuur.

In het noordoosten van de Lage Landen onderscheidde zich vanaf 1.800 v.Chr. de Elpcultuur, bekend om haar gebruik van het langhuis, dat mensen en dieren in hetzelfde gebouw huisvestte. Vanaf 1.200 verandert hun grafcultuur in crematie.
De grafcultuur van de gelijklopende Hilversumcultuur bezuiden de Rijn onderscheidde zich al vanaf 1.800 v.Chr. door crematie en het begraven van urnen, zoals dat eveneens in Wessex op de Britse Eilanden wordt vastgesteld. Onderzoekers vermoeden dan ook nauwe banden tussen deze culturen en hun bevolking. In het noorden bleef inhumatie in kisten de courante manier van teraardebestelling. De grafheuvels waren afgezet met een kring van palen.
De midden-bronstijd wordt voor de Lage Landen gesitueerd tussen 1500 en 1100 v.Chr. In die periode werd de landbouwmethode aanzienlijk verbeterd en verschilt nu zeer sterk met die van de neolithische culturen, waar veel minder aan gemengde landbouw werd gedaan. Uit opgravingen van boerderijen in de vorm van langhuizen van wel 40 m lengte kan men opmaken dat een gemengde landbouwcultuur was ontstaan. Men heeft de restanten van veestallen met waarschijnlijk het gebruik van stro kunnen identificeren, evenals opslagruimte voor wintervoer. Veehouderij zou dan ook doorslaggevend zijn geweest.
Vanaf 1100 v.Chr. verandert de manier van begraven opnieuw. Nu worden urnen met as van de overledene in afzonderlijke grafheuvels geplaatst, die door uiteenlopende soorten muurtjes zijn omgeven. De typen onderscheiden zich in een noordelijke zone die met Westfalen samengaat, een andere zone Brabant-Limburg en het Rijnland, en een derde meer zuidelijke Vlaamse groep.
Rond 800 v.Chr. duiken de Urnenveldenlieden op, die hun doden cremeerden en de as in potten of urnen deden en ze dan begroeven. In Rijkevorsel zijn verschillende aldus ontstane urnenvelden ontdekt. Ondanks hun armoede (mogelijk ging het om op de vlucht geslagen groepen) gaven ze toch grafgiften mee aan de overledenen.

## IJzertijd: Kelten en Germanen (ca. 700 - 57 v.C.)

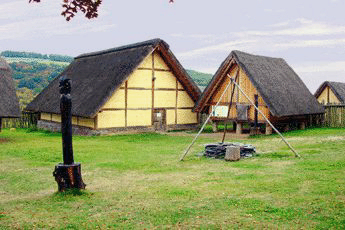
Vroege huizenbouw in onze regionen, gereconstrueerd in Altenburg bij Bundenbach im Hunsrück (Duitsland)

In de IJzertijd heeft de Hallstattcultuur zich ontwikkeld tot La Tène en is over Centraal-, West- en Zuid-Europa uitgewaaierd. De Lage Landen bezuiden de Rijn kwamen vanaf 650 v.Chr. onder invloed van Keltische stammen uit deze rijke cultuur. In het noorden treffen we Germaanse stammen, waarvan een aantal zich ook op de linker Rijnoever hadden begeven en verwantschapsbanden met Kelten hadden. Culturele en etnische banden bemoeilijken een scherp onderscheid. De eilanden en broeken aan de Beneden-Rijn werden bevolkt door de (Germaanse) Bataven, terwijl de Cananefaten tot de Rijnmond op de westkust doordrongen, de Marsaci, of Marezaten, tot Zeeland, de Toxandriërs in de Kempen, de Cugerni in het district van Xanten, en later ook de Tungri die het gebied van de door de Romeinen uitgemoorde Keltische Eburonen innamen. Ten noorden van de Rijn woonden voornamelijk de Friezen. Het kustgebied van het huidige Noord-Frankrijk en Vlaanderen werd bevolkt door de Morini die van landbouw, visserij en zoutwinning leefden. Noord van hen verbleven tussen de Schelde en de Noordzee de Menapiërs, in Artesië de Nerviërs. Tussen Schelde en Rijn waren het de Eburonen en Aduatuci, Condruzen, Cerezen, Pemanen, en Treveri in de Ardennen en het huidige Luxemburg.

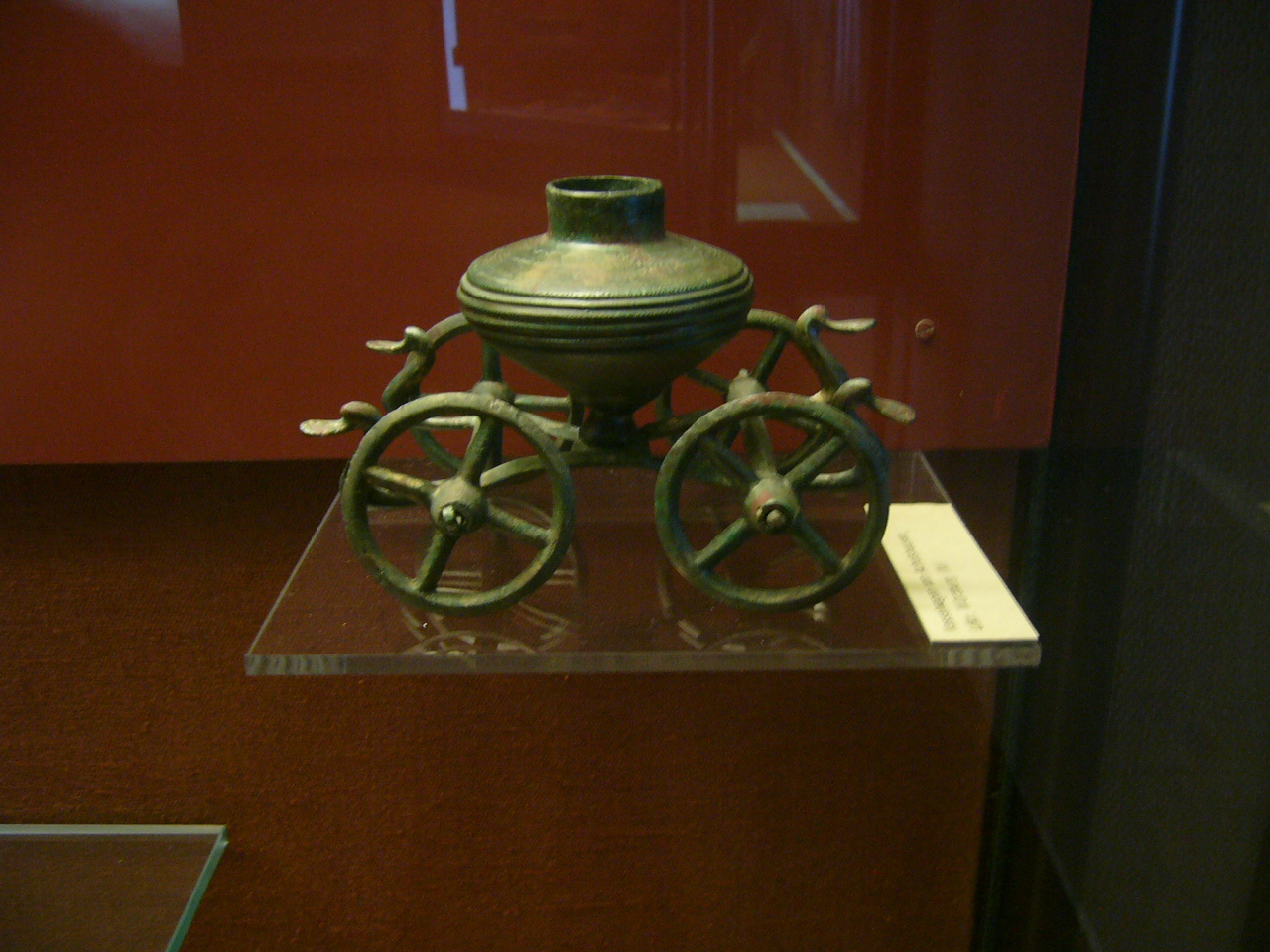
Ketelwagen, in 1970 gevonden in een hunebed te Acholshausen, ca. 1000 v.Chr.

Opgravingen tonen relicten van de toenmalige cultuur in de vorm van keramiek, juwelen waaronder talloze fibulae, wagengraven van gezaghebbende leidersfiguren, die zowel mannen als vrouwen konden zijn. Er waren handelscontacten met Etrurië en het oude Griekenland, zoals de aanwezigheid van bijvoorbeeld Griekse wijnkraters in deze graven aantoont. In de streek tussen Samber en Maas nam de ijzerindustrie een belangrijke ontwikkelingssprong dankzij de nieuwe inwijkelingen. De grafgiften, waaronder zelfs hele wapenuitrustingen en vierwielige strijdwagens, wijzen op grote rijkdom.
In de poldergebieden aan de kust en in de streek van Haspengouw was landbouw renderend. In de noordelijke zandstreken daarentegen vocht men tegen de elementen, verzilting en winderosie, en algemene verarming van de bodem. Diversifiëring van landbouwproducten was hierop het antwoord met aanleg van "Keltische velden" (kleinere percelen met aarden walletjes eromheen). Terpen werden als kunstmatige hoogten aangelegd om zich tegen overstromingen te beschermen, toen het zeewaterpeil verhoogde. Men leefde in het algemeen van landbouw, visserij, (ruil)handel, zoutwinning, paardenfokkerij enz. Ook was de smeedkunst zowel van brons, ijzer als edelmetalen bij de Kelten van een dusdanige graad van ontwikkeling, dat Etrusken en Grieken hierover vol bewondering waren en al sinds de tijd van de Hallstattcultuur afnemers van producten van deze nijverheid.
Tussen Keulen en Boulogne lag de oude verbindingsroute, de Via Belgica, die bij Maastricht de Maas overging. Deze oude handelsroute liep over het later ontstane Tongeren doorheen het Kolenwoud (Carbonaria silva) en dan langs de Maas en Samber naar de Schelde nabij Kamerijk. Daar was een aftakking naar het zuidoosten die deze vestiging met Soissons en Reims verbond, alvorens naar de Noordzeekust door te steken tot bij Boulogne. Aan deze zeeplaats was er langs de kust handelscontact met Massilia en van daar met Italië en het oude Griekenland.
Onder invloed van de La Tènecultuur verspreidde zich vanaf 450 v.Chr. ook deze invloed. De keramiek werd niet langer met geometrische figuren versierd, zoals die van de Halstattcultuur, maar planten- en dierenmotieven namen hun plaats in.
De Kelten hadden in hun religie natuurelementen, vooral die met bronnen, rivieren en water in het algemeen te maken hadden en vereerden de Drie Matres en een dondergod. Het waren voor het merendeel landbouwers, maar ze telden ook krijgers onder hun gelederen. Hun plundering van Rome in 390 v.Chr. evenals die van het Griekse Delphi in 279 v.Chr. is legendarisch. In Eigenbilzen is een wagengraf van hen ontdekt met onder andere een Etruskische bronzen wijnkan met gouden sierband en een bronzen situla (emmer) van Italiaanse makelij, wat op de verre contacten met het zuiden wijst.